# Starokatolická farnost Jablonec nad Nisou
Starokatolická farnost Jablonec nad Nisou je farnost Starokatolické církve v České republice.
Starokatolictví se uchytilo v Jablonci nad Nisou poměrně záhy a již 27. prosince 1885 se zde konala první starokatolická bohoslužba sloužená varnsdorfským farářem Antonem Nittelem. Jablonečtí věřící, patřící k formující se farnosti v Desné, již od roku 1886 žádali o zřízení samostatné farní obce, ale žádosti byly úřady zamítány a duchovní Anton Absenger, působící zde od roku 1888, byl roku 1892 vypovězen. Zřízení oddělené filiální obce, podřízené zprvu farnosti Varnsdorf, bylo po mnohých průtazích povoleno až 1. září 1897 (odloučením od farnosti v Desném a obdržením vlastního duchovního správce) a samostatná farnost byla definitivně zřízena 4. března 1907.
Bohoslužby se konaly nejprve v evangelickém kostele, v letech 1899-1902 pak byl postaven samostatný kostel Povýšení svatého Kříže (vysvěcen 18. srpna 1902 Milošem Čechem) podle návrhu architekta Josefa Zascheho, v jehož blízkosti vznikla i fara.
K farnosti v Jablonci nad Nisou náležely i některé filiální obce:
- Filiální obec Josefův Důl–Maxov. První starokatolické bohoslužby se v Josefově Dole konaly ještě dříve než v Jablonci nebo Desné, totiž 26. března 1883, zdejší filiální obec zde však získala státní schválení až roku 1908. Roku 1925 byla přidělena k nově vzniklé farnosti Smržovka.[3][2]
- Filiální obec Liberec. První starokatolické bohoslužby se zde konaly 23. dubna 1889 a utvořilo se zde náboženské společenství, které však bylo jako filiální obec uznáno až roku 1921.[4][2]
- Filiální obec Nové Město pod Smrkem, vytvořená roku 1921.[5][2]

Z Jablonce nad Nisou byly organizovány i bohoslužby pro starokatolické věřící v širším okolí; v Novém Městě pod Smrkem a v Liberci se starokatolíci v 1. čtvrtině 20. století zorganizovali do filiálních obcí podléhajících jablonecké farnosti.
Po druhé světové válce přišla farnost o naprostou většinu svých věřících v důsledku odsunu německých obyvatel, nepřestala však existovat – na rozdíl od jejích filiálních obcí, které roku 1945 vesměs zanikly. Podržela si ve vlastnictví i farní kostel, i když budovu fary byla roku 1978 nucena odprodat.
Po roce 1989 nastalo jisté oživení činnosti. Ve farnosti funguje sociálně pastorační středisko Communio Jablonec. Z Jablonce je spravována i diaspora – vznikající filiální obec v Jičíně.